# Глухой палатально-велярный спирант
Глухой палатально-велярный спирант или Глухой палатально-велярный фрикатив (в МФА алфавите этому звуку присвоен символ МФА [ɧ]) фонетически описывается как сложенные и одновременно произносимые [ʃ] и [x].

## Распространение
Звук присутствует в шведском языке и обозначается диграфом ⟨sj⟩, а также сочетаниями ⟨stj⟩, ⟨skj⟩, и ⟨sk⟩ перед передними гласными.